# 怨霊奥様
『怨霊奥様』（おんりょうおくさま）は、若狭たけしによる日本の漫画。BookLive!の電子コミックレーベル『NINO』にて連載されている。紙媒体の単行本はフレックスコミックスより発売。またBookLive!の公式Youtubeチャンネルにて一部話数のマンガ動画が公開されている。

## あらすじ
サラリーマンの二ノ瀬陸は怨霊の麗美と結婚していて、その風貌から陸はもとより周囲の者も怖がらせてばかりだが、当人たちは新婚生活を楽しんでいる。結婚を反対している母や近所の子供までを巻き込んで、様々な騒動を巻き起こすギャグホラー。

## 登場人物
声はマンガ動画版の声優。
二ノ瀬 陸（にのせ りく）
声 - 下野紘
本作の主人公。一人暮らしのマンションに封印された怨霊である麗美を開放してしまうが、ふと見せた可愛い仕草に一目惚れし、そのまま結婚してしまう。妻にベタぼれしている以外はごく普通のサラリーマンだが、少し感性のズレたところもある。また愛情があるとはいえ、麗美の風貌は普通に怖がる。
二ノ瀬 麗美（にのせ れみ）
声 - 佐倉綾音
本作のヒロインで陸の妻。「麗美」という名は陸の命名で、怨霊である彼女の「ウラミ」を「麗らかで美しい」に変えたい思いから。服はボロボロで血色が悪く常に顔から出血し、あらぬ方向に身体が曲がっている。その風貌は周囲に恐怖を与えるが、喜んだときに奇跡的に可愛い笑顔を見せる（ただし、感情的に喜びすぎると逆に恐ろしい顔になる）。陸が封印を解いた際は怨霊として襲いかかるが、それに対して怖がらない彼に心を奪われ、相思相愛となる。見た目の怖さと裏腹にその性格は優しく家庭的で、炊事洗濯料理と家事もこなす。ただし感情が高ぶると外見上の怖さだけでなく制御不能な霊力で様々な怪奇現象を引き起こす（くしゃみをしただけでもポルターガイスト現象が起きる）。
二ノ瀬 葵（にのせ あおい）
声 - 小松奈生子
陸の母。夫に早く他界され女手一つで息子を育てており、麗美を快く思っていない。
戸井 花恵（とい はなえ）
声 - 岡咲美保
陸のマンションの隣室に住む小学生。幽霊に興味があり、色々あって麗美を先生と呼ぶことになる。
戸井 胡桃（とい くるみ）
声 - 竹尾歩美
花恵の母で看護師。
讐（しゅう）
声 - 山根雅史
麗美を怨霊として導いた存在で、麗美からは讐兄さんと呼ばれている霊。
丸ノ内真知留（まるのうちまちる）
声 - 福圓美里
怨霊に出会うのを期待してマンションの隣の部屋に越してきた『怨霊姉さん』の漫画家。

## 書誌情報
- 若狭たけし『怨霊奥様』フレックスコミックス、既刊10巻（2023年2月10日現在）
  1. 2018年11月9日発売、ISBN 978-4-86675-037-8
  2. 2019年5月9日発売、ISBN 978-4-86675-064-4
  3. 2019年9月11日発売、ISBN 978-4-86675-076-7
  4. 2020年2月8日発売、ISBN 978-4-86675-095-8
  5. 2020年7月10日発売、ISBN 978-4-86675-115-3
  6. 2021年1月12日発売、ISBN 978-4-86675-137-5
  7. 2021年7月12日発売、ISBN 978-4-86675-159-7
  8. 2021年12月10日発売、ISBN 978-4-86675-184-9
  9. 2022年4月12日発売、ISBN 978-4-86675-211-2
  10. 2023年2月10日発売、ISBN 978-4-86675-263-1